# Pante Ranub
Pante Ranub is een bestuurslaag in het regentschap Bireuen van de provincie Atjeh, Indonesië. Pante Ranub telt 809 inwoners (volkstelling 2010).